# ب‌ام‌و آی‌اکس
ب‌ام‌و آی‌اکس خودروی شاسی‌بلند الکتریکی است که توسط تولیدکننده خودرو آلمانی ب‌ام‌و تولید و به بازار عرضه شده‌است. این محصول در فرم مفهومی Vision iNext در نمایشگاه اتومبیل ۲۰۱۸ پاریس رونمایی شد، و سپس در نوامبر ۲۰۲۰ به‌طور کامل آماده تولید شد. آی‌اکس اولین وسیله نقلیه الکتریکی ساخته شده توسط ب‌ام‌و از i3 از سال ۲۰۱۳ تاکنون است و چهارمین مدل زیر برند ب‌ام‌و آی است. پلاک iX به منظور نشان دادن موقعیت مدل در بالای خط i الکتریکی و نقش آن در نمایش فناوری انتخاب شده‌است.

## مشخصات فنی

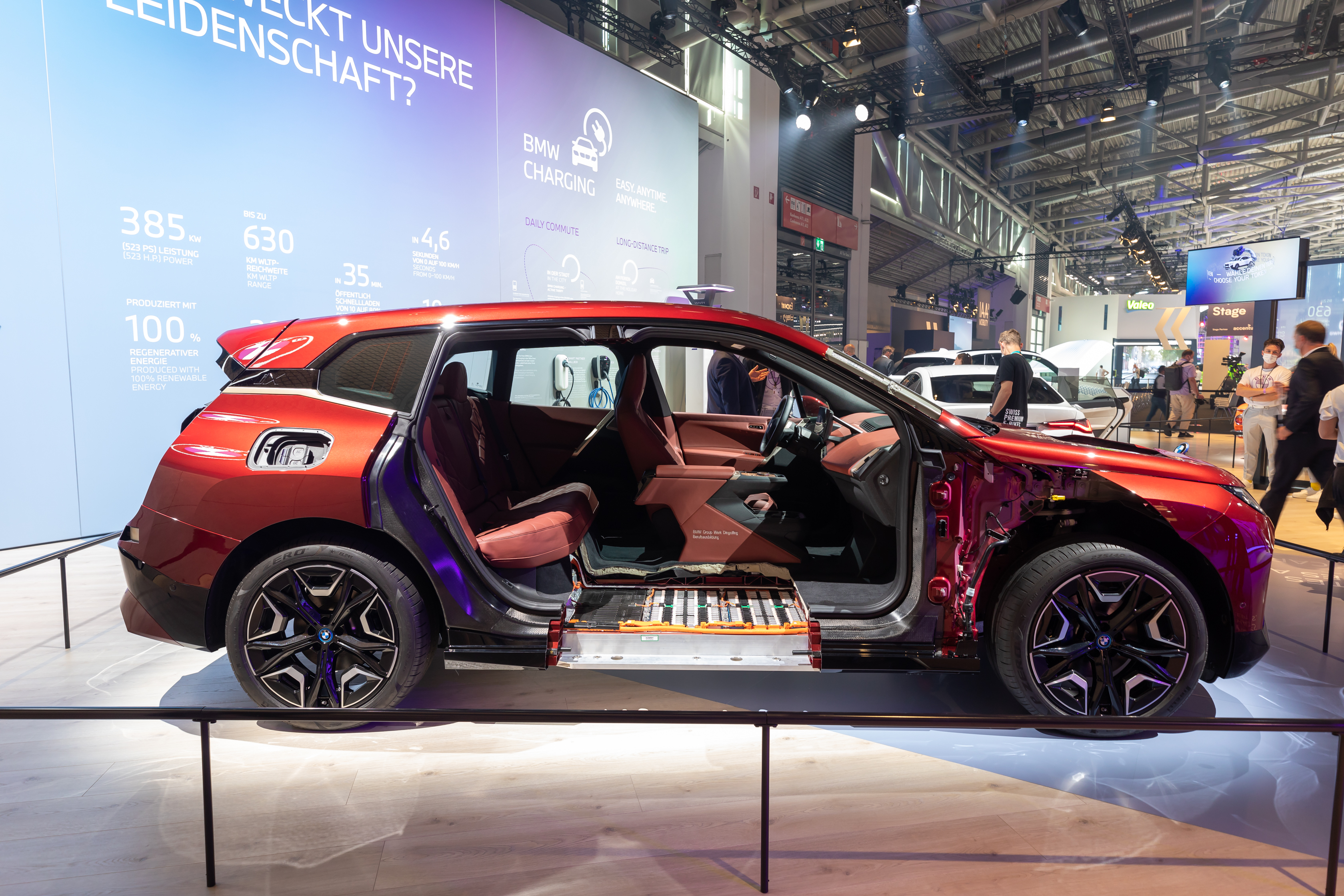
ب‌ام‌و آی‌اکس خودروی شاسی‌بلند الکتریکی

ب‌ام‌و آی‌اکس حول نسخه CLAR طراحی پیشرانه الکتریکی نسل پنجم ب‌ام‌و آی و یک قاب فضایی آلومینیومی ساخته شده‌است. پلت فرم الکتریکی «کاملاً جدید» است، اگرچه با پلت فرم مدولار CLAR «بسیار سازگار» است. این قطعات شاسی مشترک به ب‌ام‌و آی اجازه می‌دهد تا آی‌اکس را در کنار موتورهای احتراقی در کارخانه دینگولفینگ تولید کند.

## تجهیزات
ب‌ام‌و وقتی از مفهوم iNext رونمایی کرد به اتومبیل خودران سطح ۳ اشاره کرد. با این حال، هیچ اشاره ای به قابلیت‌های رانندگی شخصی آی‌اکس در انتشار رسمی وجود نداشت.

## مدل‌ها
| مدل                                          | xDrive40                                      | xDrive50                                                             | M60                                           |
| پیشرانه                                      | دو موتوره تمام چرخ متحرک (ایکس‌درایو)          | دو موتوره تمام چرخ متحرک (ایکس‌درایو)                                 | دو موتوره تمام چرخ متحرک (ایکس‌درایو)          |
| -------------------------------------------- | --------------------------------------------- | -------------------------------------------------------------------- | --------------------------------------------- |
| دسترسی                                       | ۲۰۲۱–                                         | ۲۰۲۱–                                                                | ۲۰۲۲–                                         |
| ظرفیت باتری                                  | ۷۶٫۶ کیلووات ساعت                             | ۱۱۱٫۵ کیلووات ساعت                                                   | ۱۱۱٫۵ کیلووات ساعت                            |
| محدوده                                       | ۳۷۲–۴۲۵ کیلومتر (۲۳۱–۲۶۴ مایل)WLTP            | ۵۴۹–۶۳۰ کیلومتر (۳۴۱–۳۹۱ مایل)WLTP ۳۰۵–۳۲۴ مایل (۴۹۱–۵۲۱ کیلومتر)EPA | ۵۶۶ کیلومتر (۳۵۲ مایل)WLTP                    |
| موتور                                        | موتور سنکرون ۳ فاز، جلو و عقب                 | موتور سنکرون ۳ فاز، جلو و عقب                                        | موتور سنکرون ۳ فاز، جلو و عقب                 |
| قدرت                                         | ۲۴۰ کیلووات (۳۲۲ اسب بخار؛ ۳۲۶ اسب بخار متری) | ۳۸۵ کیلووات (۵۱۶ اسب بخار؛ ۵۲۳ اسب بخار متری)                        | ۴۵۵ کیلووات (۶۱۰ اسب بخار؛ ۶۱۹ اسب بخار متری) |
| گشتاور                                       | ۶۳۰ نیوتن متر (۴۶۵ پوند نیرو-فوت)             | ۷۶۵ نیوتن متر (۵۶۴ پوند نیرو-فوت)                                    | ۱٬۱۰۰ نیوتن متر (۸۱۱ پوند نیرو-فوت)           |
| شتاب ۰–۱۰۰ کیلومتر بر ساعت (۶۲ مایل بر ساعت) | ۶٫۱ ثانیه                                     | ۴٫۶ ثانیه                                                            | ۳٫۸ ثانیه                                     |
| حداکثر سرعت                                  | ۲۰۰ کیلومتر بر ساعت (۱۲۴ مایل بر ساعت)        | ۲۰۰ کیلومتر بر ساعت (۱۲۴ مایل بر ساعت)                               | ۲۵۰ کیلومتر بر ساعت (۱۵۵ مایل بر ساعت)        |
| سرعت شارژ DC (ایستگاه شارژ)                  | تا ۱۵۰ کیلووات از طریق CCS Combo 2            | تا ۲۰۰ کیلووات از طریق CCS Combo 2                                   | تا ۲۰۰ کیلووات از طریق CCS Combo 2            |
| وزن                                          | ۲٬۴۴۰ کیلوگرم (۵٬۳۷۹ پوند)                    | ۲٬۵۸۵ کیلوگرم (۵٬۶۹۹ پوند)                                           | ۲٬۶۵۹ کیلوگرم (۵٬۸۶۲ پوند)                    |